# Chmelowe (obwód kirowohradzki)
Chmelowe (ukr. Хмельове) – wieś na Ukrainie, w obwodzie kirowohradzkim, w rejonie nowoukraińskim, w hromadzie Smoline. W 2024 liczyła 2549 mieszkańców.